# Elza Soaresová
Elza Soaresová, rozená Elza Gomes da Conceição (23. června 1930 Rio de Janeiro – 20. ledna 2022) byla brazilská zpěvačka, označovaná za jihoamerický protějšek Tiny Turnerové a za královnu samby. Byla známá svým chraplavým hlasem a spojováním latinskoamerické písňové tradice se scatovým projevem i doprovodem rockové nebo elektronické hudby.
Pocházela z chudinské favely Moça Bonita, ve třinácti letech porodila první dítě a v jednadvaceti se stala vdovou s pěti potomky. Když jí bylo šestnáct let, objevil její pěvecký talent v rozhlasovém konkursu Ary Barroso; začala zpívat s orchestrem Garam de Bailes a v roce 1960 vydala první sólové album Se Acaso Você Chegasse. Spolupracovala s předními osobnostmi brazilské hudby jako jsou Miltinho, Caetano Veloso, Seu Jorge nebo Chico Buarque. Poté, co kritizovala vojenskou diktaturu v písni „Opinião“, byla zatčena a donucena odejít na šest let do exilu. Angažovala se v kampaních na podporu práv žen, nízkopříjmových skupin či etnických a sexuálních menšin.
Koncertovala v Chile během mistrovství světa ve fotbale 1962 a seznámila se zde s fotbalistou Garrinchou. Vztah mezi nimi vyvolal v katolické Brazílii mediální skandál, Garrincha poté odešel od rodiny a v roce 1966 se se Soaresovou oženil. Manželství skončilo v roce 1977 v důsledku Garrinchovy závislosti na alkoholu.
BBC Radio ji v roce 1999 označilo za nejlepší brazilskou zpěvačku tisíciletí. Za album A Mulher do Fim do Mundo získala v roce 2016 Latin Grammy Award. Její životní příběh inspiroval knihu Elza Soares: Cantando para não enlouquecer a muzikál Crioula. Federální univerzita Rio Grande do Sul jí v roce 2019 udělila čestný doktorát.